# Segenet Kelemu

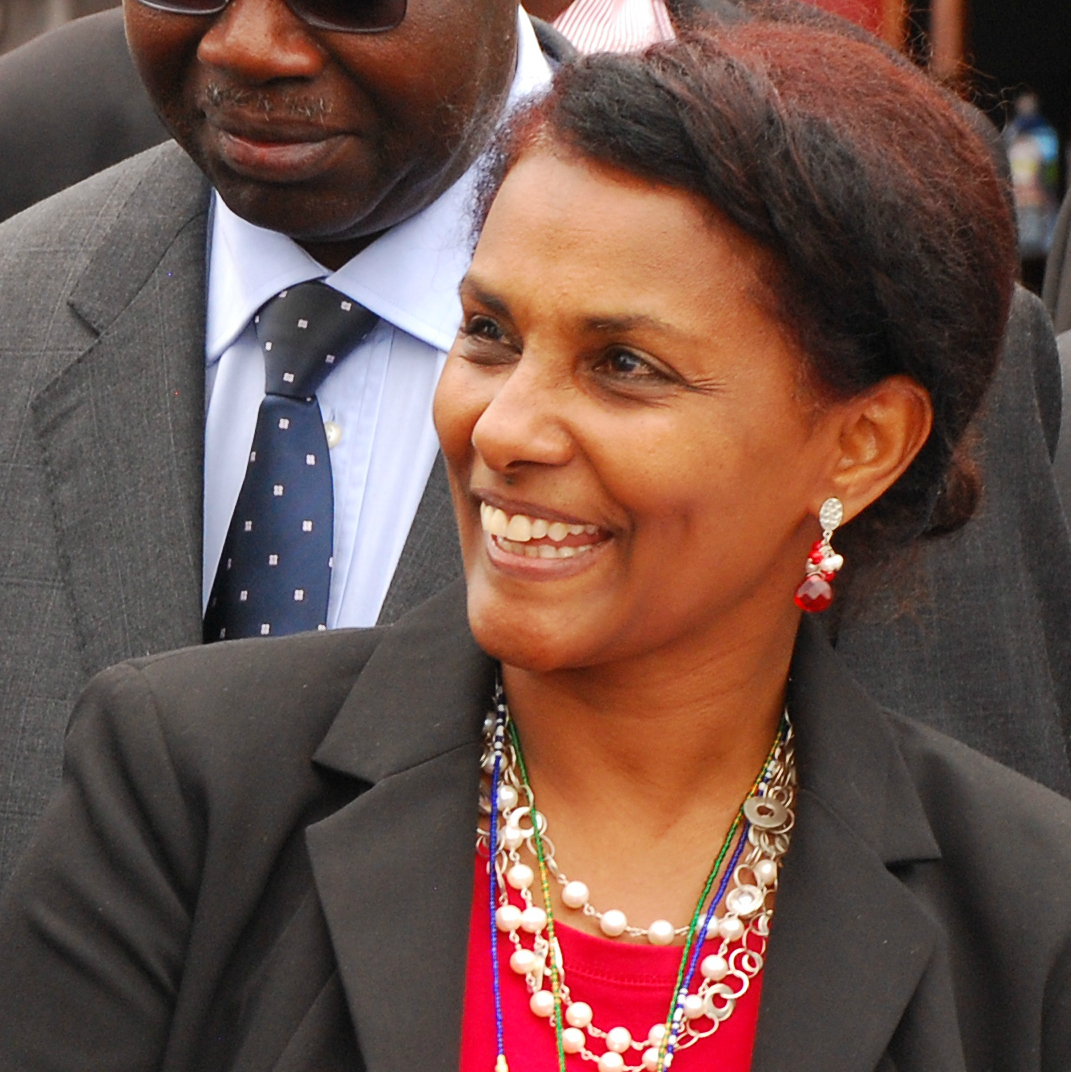
Segenet Kelemu

Segenet Kelemu (* in Finote Selam, Godscham, Äthiopien, 20. Mai 1957) ist eine äthiopische Phytopathologin. Sie leitet das International Center for Insect Physiology and Ecology in Nairobi und erhielt 2014 den L’Oréal-UNESCO-Preis für Wissenschaftlerinnen.

## Leben

### Jugend und Ausbildung
Kelemu wurde in dem kleinen Dorf Finote Selam in der äthiopischen Provinz Godscham geboren. Sie selbst beschreibt ihr leben als relativ simpel, sie sammelte Feuerholz und holte Wasser vom benachbarten Fluss. Sie besuchte die Schule in ihrem Dorf.
1974 zog Kelemu nach Addis Ababa, um dort die Universität zu besuchen und Botanik zu studieren. Sie schloss ihr Studium (Bachelor of Science) mit Auszeichnung im Jahr 1979 ab. Daraufhin zog sie in die Vereinigten Staaten, um dort bis 1985 einen Master in Botanik/Genetik an der Montana State University zu absolvieren. In ihrer Masterarbeit („The inheritance of resistance to Rhynchosporium secalis in Ethiopian barley cultivars“) beschäftigte sie sich mit Widerstandsfähigkeiten äthiopischer Gerste auf Rhynchosporium-Blattfleckenkrankheit.
Anschließend wechselte Kelemu an die Kansas State University, wo sie bis 1989 in Molekularbiologie und Botanik promovierte. Ihre Promotion trägt den Titel „Molecular cloning and characterization of an avirulence gene from Xanthomonas campestris pv. oryzae“. Zwischen 1989 und 1992 forschte sie an der Cornell University zu molekularen Faktoren der Pathogenese.

### Berufliche Tätigkeit
Ab 1992 arbeitete Kelemu als Wissenschaftlerin am Centro Internacional de Agricultura Tropical in Cali (Kolumbien), eines der 15 internationalen Agrarforschungszentren der Consultative Group on International Agricultural Research (CGIAR). Sie kehrte 2007 auf den afrikanischen Kontinent zurück und begann als Leiterin des Programms „Biosciences Eastern and Central Africa“ des International Livestock Research Institute (ILRI) in Nairobi (Kenia) zu arbeiten; ILRI ist ebenfalls ein CGIAR-Institut. Nach vorübergehender Tätigkeit als Vizepräsidentin der Alliance for a Green Revolution in Africa (AGRA) im Jahr 2013, leitet Kelemu seit dem 1. November 2013 das International Center for Insect Physiology and Ecology (icipe), das sich ebenfalls in Nairobi befindet.

### Auszeichnungen
Kelemu erhielt zahlreiche internationale Auszeichnungen für ihre wissenschaftliche Tätigkeiten. 2011 erhielt sie gemeinsam mit Zeyaur Khan die Auszeichnung der The World Academy of Sciences im Bereich Agrowissenschaften. Sie erhielt die Ehrung für die Entdeckung der nutznießenden Bakterien des Brachiaria-Grases.
2014 erhielt Kelemu den UNESCO-L’Oréal-Preis für Wissenschaftlerinnen. Die UNESCO ehrte damit ihre Arbeit zu Mikroorganismen in tropischem Futterbau und wie diese sich Umwelt- und Klimaveränderungen widersetzen.

### Privat
Kelemu ist verheiratet und Mutter einer Tochter.